# Tatiana Stepanova
Tatiana Víktorovna Stepánova (en ruso, Степанова, Татьяна Викторовна) (1962, Odessa, Ucrania, entonces Unión Soviética), también Tetyana Stepanova, es una maestra de ballet, coreógrafa, bailarina, crítica, ensayista e historiadora de la danza ucraniana de origen ruso.

## Biografía
Comenzó su formación en la Escuela Especial de Ballet de Odessa (Ucrania) alumna de Klaudia Vasina, que fue discípula de la Gran Bailarina y profesora rusa Agrippina Vagánova, completo su formación como bailarina en la Escuela Estatal de Ballet y Coreografía de Minsk² (Bielorrusia) donde fue pupila de Vera Shvetsova (discípula distinguida de Agrippina Vagánova), que bailó en el Teatro Mali de San Petersburgo (Rusia) y en el Gran Teatro de la Opera y Ballet de Riga (Letonia). 
Se licenció en Dirección Artística de Compañías Profesionales de Ballet y Danza, y Master en Arte Coreográfico por el Conservatorio Rimski-Kórsakov de San Petersburgo³ (Rusia), donde fue alumna de Gabriella Komleva, Nikita Dolgushin y Nikolái Boyárchikov, Grandes Bailarines del Teatro Mariinski y del Teatro Mali ambos en San Petersburgo. Es Master en Ártes Escénicas por la Universidad Rey Juan Carlos de Madrid. Doctora (PhD) en Musicología (Sobresaliente "Cum Laude"), con la tesis "Ballet prerromántico en Madrid (1787-1833)" por la Universidad Complutense de Madrid.
Bailó como solista en el Teatro de Ópera y Ballet de Odessa¹ (Ucrania) y en el Gran Teatro Nacional de Opera y Ballet de Minsk² (Bielorrusia). 
Desde 1985, es Maestra de Ballet, impartiendo clases en Odessa (Ucrania), Sarátov y San Petersburgo (Rusia), Madrid, Valencia, Puertollano y Lugo (España) y Ashiya y Nishinomiya (Japón)
Fundadora y Directora Artística del Instituto de Investigación y Estudios de Danza en Madrid.
Fue la Directora Artística de la AIS Ballet Japan en Ashiya (Japón). Dónde realizó diversos montajes, destacando por ser maestra de la pureza y del mantenimiento de las versiones originales de la herencia coreógrafica del ballet clásico, su versión corta de La Bella Durmiente (1h 20'), es la obra actual que mejor mantiene el legado de Marius Petipa, tanto en los pasos conservados, como en los añadidos que él habría hecho suyos. Esta versión se estrenó el siete de diciembre de 2008, en el Hyōgo Performing Arts Center4 (Nishinomiya, Japón), bajo el título de Sleeping Beauty Suite (Suite Bella Durmiente) También compuso La Bayadère (La Bayadera) (2010), (1h 33'), estrenada el 24 de enero de 2010 en la Gran Sala del Hyogo Performing Arts Center.
Actualmente dirige el Instituto de Investigación y Estudios de Danza en Madrid, (España).

### Publicaciones
Ha publicado numerosos artículos de crítica en periódicos y semanarios de Ucrania (Odessa nocturna), Rusia (Glásnost, Perestroika y Danza), España (El Cultural de La Razón) y Estados Unidos. 
Y artículos de investigación como:
- 2014: CID-UNESCO-Tokyo, Tokio: “Romantic Ballet in Madrid (1842-1850)”
- 2014: Mahali, Valencia: “El romanticismo coreográfico de Víctor Claude Bartholomin en España”
- 2016: Mahali, Valencia: “Formas coreográficas en el ballet”
- 2017: Libargo, Granada: “El Corsario: cuatro versiones coreográficas del siglo XIX del poema de Lord Byron”

## Obra coreográfica

### Miniaturas
- Incrustación carmesí. (2002)
- Dama rota. (2002)
- El Chocolate del loro. (2003)
- Torre eclipsada. (2005)
- Jaula de vientos. (2005)
- Jaula de loros. (2006)
- Suite azul. (2006)
- Remolinos de Naruto. (2007)
- Arcadia. (2007)
- Néctar amargo. (2007)
- The death of the nine swans. (2009) La muerte de los nueve cisnes.

### Coreografías en Madrid
- Palestra (Suite Deportiva) (2004) música de D. Shostakovich.
- Nieblas en Baden-Baden (2005) Reconocido como uno de los pocos Ballet Criminal que existen, donde se baila una investigación detectivesca.
- Mozarito (2006), con música de Mozart y con el objeto de homenajear al mismo en el 250 aniversario de su nacimiento, patrocinada por la Consejería de las Artes de la Comunidad de Madrid, protagonizada por José Antonio Checa. Bailada y rodada en el Palacio del Duque de Ugena, sede histórica de la Cámara de Comercio e Industria de Madrid.

### Díptico de Ashiya
Dentro de la obra coreográfica de Tatiana Stepánova destaca su Díptico de Ashiya, formado por Suite de obras de Marius Petipa, que ella reordena de forma magistral, reinterpretando las piezas y consiguiendo ensamblar sus pasos con los del maestro galorruso, en una ósmosis inversa, donde es difícil distinguir las partes de los dos coreógrafos.
- Sleeping Beauty Suite (Suite Bella Durmiente) (2008), (1h 20'), música de Chaikovski.
- La Bayadère (La Bayadera)  (2010), (1h 33'), música de Leon Minkus. Estrenada el 24 de enero de 2010 en la Gran Sala del Hyogo Performing Arts Center de Nishinomiya.